# 무릉초등학교 두산분교
무릉초등학교 두산분교는 대한민국 강원특별자치도 영월군 무릉도원면 두산길 241 (두산리)에 있었던 공립 초등학교이다.

## 학교 연혁
- 1949년 6월 20일: 운학국민학교 두산분교장 설립인가
- 1952년 6월 29일: 두산국민학교로 승격
- 1995년 3월 1일: 무릉국민학교 두산분교장으로 개편
- 1996년 3월 1일: 무릉초등학교 두산분교로 개칭
- 2000년 3월 1일: 폐교, 원주 황둔초등학교로 통합